# Круглий міст
Круглий міст (дан. Cirkelbroen) — пішохідний міст у Копенгагені (Данія). Пролягає через канал Крістіансгавн і з'єднує район Крістіансбру з площею Епплебі. Зведений у 2015 році за проектом данської студії Олафура Еліассона. Відкритий 22 серпня 2015 року. 
Подарований місту благодійним фондом Nordea-foundation.

## Опис
Міст складається з п'яти круглих «палуб» зі щоглами різної висоти. Для встановлення щогл використано 118 металевих тросів, через що конструкція набула схожості з вітрильними яхтами. Форму додатково підкреслює зворотний нахил огорож, для обробки яких використане бразильське дерево гуаріуба (Clarisia racemosa). Також було застосоване кероване світлодіодне освітлення.
Довжина всієї конструкції складає близько 40 м, вага — 210 т. Її сегменти не вибудовані в акуратну лінію, а зміщені одне відносно одного, утворюючи зигзаг. У закритому стані платформи піднімаються над водою на 2,25 м, що дає можливість проходити під ними невеликим човнам. Втім одна з центральних секцій може відсуватися (процес займає 20 секунд і керувати ним можуть самі капітани), пропускаючи в дев'ятиметровий розрив більші катери і яхти.
Мостом можуть користуватися до 5 000 осіб на день, що є важливим для міста: оскільки міст став частиною плану з реформуванням пішохідної зони уздовж основної водної артерії Копенгагена і, одночасно, замикає круговий пішохідний і велосипедний маршрут навколо гавані.

## Замовник
Замовником проекту виступив благодійний фонд Nordea-foundation, який подарував міст Копенгагену. Бюджет проекту склав близько 34 млн. крон.